# Афанасьев, Анатолий Владимирович
Анато́лий Влади́мирович Афана́сьев (1942—2003) — русский советский и российский писатель, драматург.

## Биография
Родился в 1942 году в Москве, в семье учёного в области военной СВЧ-электроники Владимира Александровича Афанасьева. Окончил факультет журналистики МГУ им. М. В. Ломоносова (1971). Член КПСС с 1969 года. Работал в газете «Московский комсомолец», затем в журнале «Студенческий меридиан». Член Союза писателей СССР с 1975 года. Был членом Ревизионной комиссии Союза писателей РСФСР в 1985—1991, правления СП РФ (с 1994 года), редколлегии еженедельника «Литературная Россия» (с 1987 года), газеты «День», журнала «Советская литература (на иностранных языках)», альманаха «Реалист» (1995). Член редколлегии журнала «Роман-газета» (с 1998 года).
Печатался как прозаик с 1966 года. Публиковался в журналах «Подъём», «Московский вестник», «Москва», «Наш современник» и других.
Автор повестей, романов и нескольких пьес. Большую известность получил благодаря написанным в 1990-е годы произведениям о современной криминальной России. Любителям фантастики известен также своей повестью «Те, кто рядом» (1990) в жанре детской фэнтези.
Награждён премией Союза писателей РСФСР (1991).
Произведения Афанасьева изданы в Германии, США, Франции, Японии, Швейцарии.

## Публикации
- В городе, в 70-х годах. Повести и рассказы. М., 1976
- Привет, Афиноген. Роман. М., 1979
- Командировка. Роман. М., 1981
- Предварительное знакомство. Повести и рассказы. М., 1981
- Мелодия на два голоса. Повести и рассказы. М.,1983
- …И помни обо мне. Повесть об Иване Сухинове. («Пламенные революционеры»). М., Политиздат, 1985
- Поздно или рано. Роман, рассказы. М., «Сов. Россия», 1986
- Больно не будет. Роман. М., «Сов. писатель», 1986
- Искушение. Повесть. М., «Молодая гвардия», 1988
- Последний воин. Романы. М., 1990
- Те, кто рядом. Повесть с чудесами. М., 1990
- Первый визит сатаны. Роман. М., 1993
- Первый визит сатаны. Роман. М., «Мартин», 1997, 1998
- Посторонняя. М., АО «Вече», 1994
- Мужчина на закате. Больно не будет. Романы. М., «Вече», 1995
- Грешная женщина. Роман. М., «Ковчег», 1995
- Грешная женщина. Роман. М., «Мартин», 1996, 1997, 1998, 2000
- Московский душегуб. М., «ОЛМА-Пресс», «Ковчег», 1995
- Московский душегуб. М., «Мартин», 1996, 1997, 1998
- Умереть в одиночку. Роман. М., «ОЛМА-Пресс», «Ковчег», 1996
- Между ночью и днем. В 2 тт. М., «ОЛМА-Пресс», «Ковчег», 1996
- То же. М., «Мартин», 1997
- Сошел с ума. М., «Мартин», 1997
- Почём девочки. М., «Мартин», «АСТ», 1997, 1998
- Зона номер три. Роман. М., «Мартин», 1998, 1999
- Монстр сдох. Роман. М., «Мартин», 1998, 1999
- Одиночество героя. Роман. М., «Мартин», 1998, 1999
- Против всех. М.,"Мартин", 1999
- Радуйся, пока живой. Роман. М., «Мартин», 1999, 2000
- Бойня в Москве. Романы. М., «Мартин», 1999
- Реквием по братве. Роман. М., «Мартин», 2000
- Ужас в городе. М., «Мартин», 2000
- Лизетта — бич Божий. Романы. М., «Мартин», 2000
- Почем девочки? «Мир Искателя», 2000

### Пьесы
- Которого нет. М., 1983
- По-всякому бывает. М., 1983

## Экранизации
- Мелодия на два голоса (1980)
- Командировка (1988)